# Flanders Diamond Tour
Die Flanders Diamond Tour ist ein Straßenradrennen im Frauenradsport in Belgien.
Das Eintagesrennen wurde erstmals im Jahr 2014 ausgetragen. Das Rennen war im ersten Jahr in die Kategorie 1.2 eingestuft, seit 2015 gehört es zur Kategorie 1.1. Die Strecke führt in mehreren Runden auf flachem Kurs mit Kopfsteinpflasterpassagen durch die Gemeinde Nijlen in der Provinz Antwerpen. 2025 wurde das Rennen abgesagt.

## Palmarès
| Jahr | Siegerin            | Zweite                | Dritte                |          |
| ---- | ------------------- | --------------------- | --------------------- | -------- |
| 2014 | Jolien D’hoore      | Beatrice Bartelloni   | Kelly Druyts          |          |
| 2015 | Jolien D’hoore      | Kelly Druyts          | Lisa Brennauer        |          |
| 2016 | Jolien D’hoore      | Christine Majerus     | Monique van de Ree    |          |
| 2017 | Nina Kessler        | Monique van de Ree    | Chiara Consonni       |          |
| 2018 | Janine van der Meer | Kathrin Schweinberger | Chiara Consonni       |          |
| 2019 | Lorena Wiebes       | Elisa Balsamo         | Lotte Kopecky         |          |
| 2020 | abgesagt            | abgesagt              | abgesagt              | abgesagt |
| 2021 | Lorena Wiebes       | Chiara Consonni       | Amber van der Hulst   |          |
| 2022 | Chiara Consonni     | Marthe Truyen         | Georgia Danford       |          |
| 2023 | Julie De Wilde      | Kathrin Schweinberger | Katrijn De Clercq     |          |
| 2024 | Chiara Consonni     | Anniina Ahtosalo      | Kathrin Schweinberger |          |
| 2025 |                     |                       |                       |          |